# Chinese International 2015
Die Chinese International 2015, eine offene internationale Meisterschaft von China im Badminton, fanden vom 27. Januar bis zum 1. Februar 2015 in Lingshui statt.

## Sieger und Platzierte
| Disziplin    | Gold                      | Silber                      | Bronze                        |
| ------------ | ------------------------- | --------------------------- | ----------------------------- |
| Herreneinzel | Qiao Bin                  | Kazumasa Sakai              | Takuto Inoue                  |
| Herreneinzel | Qiao Bin                  | Kazumasa Sakai              | Huang Yuxiang                 |
| Dameneinzel  | Nozomi Okuhara            | Chen Yufei                  | Yao Xue                       |
| Dameneinzel  | Nozomi Okuhara            | Chen Yufei                  | Shen Yaying                   |
| Herrendoppel | Wang Yilu Zhang Wen       | Li Junhui Liu Yuchen        | Takuto Inoue Yūki Kaneko      |
| Herrendoppel | Wang Yilu Zhang Wen       | Li Junhui Liu Yuchen        | He Jiting Zheng Siwei         |
| Damendoppel  | Ou Dongni Yu Xiaohan      | Ayane Kurihara Naru Shinoya | Chen Qingchen Jia Yifan       |
| Damendoppel  | Ou Dongni Yu Xiaohan      | Ayane Kurihara Naru Shinoya | Jiang Binbin Tang Pingyang    |
| Mixed        | Zheng Siwei Chen Qingchen | Liu Yuchen Yu Xiaohan       | Fan Qiuyue Jia Yifan          |
| Mixed        | Zheng Siwei Chen Qingchen | Liu Yuchen Yu Xiaohan       | Huang Kaixiang Huang Dongping |